# Hemmental
Hemmental est une localité et une ancienne commune suisse du canton de Schaffhouse. 
Elle a fusionné avec Schaffhouse le 1er janvier 2009.

## Monuments et curiosités
Église paroissiale réformée à une nef avec clocheton dont les parties les plus anciennes remontent probablement au XIIe s. Transformations en 1723.

Vue aérienne (1964)